# Indigofera dembianensis
Indigofera dembianensis är en ärtväxtart som först beskrevs av Emilio Chiovenda, och fick sitt nu gällande namn av Jan Bevington Gillett. Indigofera dembianensis ingår i släktet indigosläktet, och familjen ärtväxter. Inga underarter finns listade i Catalogue of Life.